# ScienceDirect
Science Direct е една от най-големите онлайн колекции в света на публикувани научни изследвания. Стопанисва се от издателството Elsevier и съдържа близо 10 милиона статии от над 2500 списания и над 6000 електронни книги, справочни издания, поредица от книги и наръчници издадени от Elsevier. Статиите са групирани в четири основни раздела: Физически науки и инженерство, науки за живота, медицински науки, социални науки и хуманитарни науки. За повечето статии в сайта, резюметата са свободно достъпни; достъп до пълния текст на статията (в PDF, HTML за по-новите публикации) изисква абонамент или онлайн заплащане. покупка.